# Estilommatòfors
Els estilommatòfors (Stylommatophora) són ordre de gastròpodes eupulmonats que inclou la majoria dels caragols i dels llimacs terrestres i moltes espècies d'aigua dolça. És un grup molt divers amb 23.072 espècies descrites, moltes de les quals són endemismes.

## Característiques
Els estilommatòfors no tenen opercle; tenen dos parells de tentacles cefàlics retràctils, amb els ulls situats a l'extrem del parell superior. Amb freqüència posseeixen una glàndula suprapodial. L'urèter és llarg i, normalment, tenen un sol gonòpor (obertura genital).

## Taxonomia
Subinfraordre Orthurethra
- Superfamília Achatinelloidea Gulick, 1873
- Superfamília Cochlicopoidea Pilsbry, 1900
- Superfamília Partuloidea Pilsbry, 1900
- Superfamília Pupilloidea Turton, 1831

Subinfraordre Sigmurethra
- Superfamília Acavoidea Pilsbry, 1895
- Superfamília Achatinoidea Swainson, 1840
- Superfamília Aillyoidea Baker, 1960
- Superfamília Arionoidea J.E. Gray en Turnton, 1840
- Superfamília Buliminoidea Clessin, 1879
- Superfamília Camaenoidea Pilsbry, 1895
- Superfamília Clausilioidea Mörch, 1864
- Superfamília Dyakioidea Gude & Woodward, 1921
- Superfamília Gastrodontoidea Tryon, 1866
- Superfamília Helicoidea Rafinesque, 1815
- Superfamília Helixarionoidea Bourguignat, 1877
- Superfamília Limacoidea Rafinesque, 1815
- Superfamília Oleacinoidea H. & A. Adams, 1855
- Superfamília Orthalicoidea Albers-Martens, 1860
- Superfamília Plectopylidoidea Moellendorf, 1900
- Superfamília Polygyroidea Pilsbry, 1894
- Superfamília Punctoidea Morse, 1864
- Superfamília Rhytidoidea Pilsbry, 1893
- Superfamília Sagdidoidera Pilsbry, 1895
- Superfamília Staffordioidea Thiele, 1931
- Superfamília Streptaxoidea J.E. Gray, 1806
- Superfamília Strophocheiloidea Thiele, 1926
- Superfamília Trigonochlamydoidea Hese, 1882
- Superfamília Zonitoidea Mörch, 1864
- ? Superfamília Athoracophoroidea P. Fischer, 1883 (= Tracheopulmonata)
- ? Superfamília Succineoidea Beck, 1837 (= Heterurethra)

## Galeria
- Megalophaedusa martensi
- Limax maximus
- Sphincterochila candidissima